# Ramazzottius saltensis
Ramazzottius saltensis är en djurart som tillhör fylumet trögkrypare, och som först beskrevs av Claps och Rossi 1984.  Ramazzottius saltensis ingår i släktet Ramazzottius och familjen Hypsibiidae. Inga underarter finns listade i Catalogue of Life.